# Human
Human je páté studiové album kanadské rockové skupiny Three Days Grace. Album bylo vydáno 31. března 2015 prostřednictvím RCA Records. Jedná se o první ze tří alb skupiny bez původního zpěváka Adama Gontiera a první s Mattem Walstem, zpěvákem skupiny My Darkest Days a mladším bratrem Brada Walsta.

## Pozadí alba
Po odchodu Adama Gontiera ze skupiny v lednu 2013 ho během amerického turné s kapelou Shinedown nahradil Matt Walst z kapely My Darkest Days. V březnu 2014 skupina potvrdila, že se stal jejím stálým frontmanem.
Nahrávání pátého studiového alba začalo koncem roku 2013 ve studiu Noble Street Studios v Torontu pod vedením producenta Gavina Browna, který produkoval i debutové studiové album kapely.
Skupina se v rámci propagace alba vydala na turné Human Tour po Severní Americe, které trvalo od července do listopadu 2015. Následně kapela absolvovala turné po Evropě a Rusku, které trvalo od ledna do února 2016.

## Seznam skladeb
| Pořadí         | Název                          | Délka |
| -------------- | ------------------------------ | ----- |
| 1.             | Human Race                     | 4:09  |
| 2.             | Painkiller                     | 2:58  |
| 3.             | Fallen Angel                   | 3:06  |
| 4.             | Landmine                       | 3:25  |
| 5.             | Tell Me Why                    | 3:30  |
| 6.             | I Am Machine                   | 3:21  |
| 7.             | So What                        | 2:57  |
| 8.             | Car Crash                      | 2:50  |
| 9.             | Nothing's Fair in Love and War | 3:44  |
| 10.            | One Too Many                   | 2:41  |
| 11.            | The End Is Not the Answer      | 2:52  |
| 12.            | The Real You                   | 3:54  |
| Celková délka: | Celková délka:                 | 39:31 |

## Obsazení

### Three Days Grace
- Matt Walst – zpěv
- Barry Stock – sólová kytara
- Brad Walst – basová kytara, doprovodné vokály
- Neil Sanderson – bicí, klávesy, programování, doprovodné vokály

#### Ostatní hudebníci
- Dani Rosenoer – klávesy, syntezátor, programování